# Iglesia de San Miguel Arcángel (Villarreal de Huerva)
La iglesia de San Miguel Arcángel es una iglesia de estilo barroco de la localidad aragonesa de Villarreal de Huerva (España). En 2002 fue declarada Bien Catalogado del Patrimonio Cultural Aragonés.
Se sitúa en uno de los extremos de la población, sobre un pequeño altozano y junto a un torreón de época medieval, que formaba parte de un reducido recinto defensivo, en cuyo interior se encontraba una iglesia mudéjar, que fue sustituida en el siglo xvii (1686) por una nueva fábrica barroca, a la que quedó adosada la antigua torre campanario. Se trata de una iglesia formada por una gran nave central con capillas laterales entre los contrafuertes, comunicadas entre sí a modo de pequeñas naves laterales. A los pies de la nave se sitúa un coro alto sobre el atrio de entrada, que se cubre, al igual que los tres tramos de nave restantes, los brazos del crucero y la cabecera recta con bóvedas de cañón con lunetos, mientras que el crucero presenta una gran cúpula sobre pechinas e iluminada por una linterna.
Interiormente la iglesia destaca por sus airosas proporciones y por la elegante decoración en relieve sobre yeso pintado en gris oscuro y blanco que recubre la mayor parte de su superficie, definiendo sus componentes estructurales y decorativos. Los motivos de esta decoración son motivos vegetales de tradición clásica, principalmente acantos enrollados, con un tratamiento naturalista y carnoso, que da lugar a composiciones recargadas, tendentes al horror vacui propio del arte barroco.
Exteriormente la fábrica aparece sin revestir, de modo que se pueden apreciar sus diferentes aparejos: por un lado, mampostería reforzada con sillares en los ángulos y en la portada, que se abre en sencillo arco de medio punto formado por grandes dovelas, y por otro lado, ladrillo. Este material está presente en la torre que, como ya se ha apuntado, es el único vestigio que se conserva de la antigua construcción mudéjar y fue recrecida en el siglo xvii con un último cuerpo barroco.